# Ulungur Hu
Ulungur Hu (chiń. 乌伦古湖; pinyin Wūlúngǔ Hú) – słone, bezodpływowe, jezioro tektoniczne w północno-zachodnich Chinach, w regionie autonomicznym Sinciang, w Fuhai w pobliżu miasta Altay. Uchodzi do niego rzeka Ulungur He. Jego powierzchnia wynosi 1035 km². Jest 10. co do wielkości jeziorem w Chinach.
Jezioro bywa nazywane „oceanem pustyni Gobi”.